# Condé-sur-Risle
Condé-sur-Risle település Franciaországban, Eure megyében. Lakosainak száma 656 fő (2022. január 1.). Condé-sur-Risle Appeville-Annebault, Campigny, Corneville-sur-Risle, Saint-Martin-Saint-Firmin és Saint-Christophe-sur-Condé községekkel határos.

## Népesség
A település népességének változása:
| Lakosok száma | 406  | 363  | 377  | 514  | 615  | 633  | 639  | 657  | 661  | 656  |
|               | 1968 | 1982 | 1990 | 2006 | 2013 | 2015 | 2017 | 2019 | 2020 | 2022 |